# 게르트루드 테일러
게르트루드 테일러(Gertrud Theiler, 1897년 9월 11일 ~ 1986년 5월 2일)는 남아프리카 공화국의 기생충학자로, 선충과 진드기에 대한 연구로 가장 유명하다.

## 젊은 시절
테일러는 1897년 9월 11일 남아프리카 공화국의 수도 프리토리아(Pretoria)에서 태어났다. 그녀는 프리토리아 여자고등학교(Pretoria Girls’ High School)를 졸업한 후, 남아공의 그레이엄즈타운(Grahamstown)에 있는 로도스 대학 부속 칼리지(Rhodes University College)를 일 년 동안 다녔다. 이후에 케이프타운(Cape Town)에 있는 남아프리카 칼리지(South African College)로 대학을 옮겼고, 그곳에서 1918년에 이학사 학위를 수료했다. 그리고 그녀는 스위스의 뇌샤텔 대학교에서 기생충학(helminthology) 대학원 과정을 이수하기 위해 유럽으로 갔고, 그곳에서 1923년에 이학 박사 학위를 취득했다. 그녀의 박사 논문 주제는 “남아프리카 말 장내에 기생하는 분선충과 또 다른 선충”(The Strongylids and other Nematodes Parasitic in The Intestinal Tract of South African Equines), 뇌샤텔 대학교(Université de Neuchâtel). OCLC 9666178이다. 이후 그녀는 리버풀 열대의학 학교(Liverpool School of Tropical Medicine)와 런던 열대의학 학교(London School of Tropical Medicine)에서 공부하며 남아프리카 공화국의 말과(科) 동물에 서식하는 선충류 기생충에 대한 중요한 과학 논문 네 부를 저술했다.

## 교직 및 연구 이력
그녀는 1924년에 남아공으로 되돌아와 17년 동안 생물학을 가르쳤는데, 마지막 2년은 요하네스버그에 있는 젭피 여자고등학교(Jeppe High School for Girls)에서 가르쳤다. 이후 남아공 웰링턴(Wellington)의 위그노 칼리지(Huguenot College)에서 강사직을 맡았고, 그곳에서 1935년에 동물학과 생리학 교수로 임용되었다. 그녀는 1939년에 로도스 대학 칼리지에서 강의한 후, 온더스테푸어트 수의학 연구소(Onderstepoort Veterinary Institute) 곤충학 부문에서 연구직을 맡아 25년 동안 진드기를 연구했다. 그녀는 기생충학 분야에서 전 세계적으로 매우 유명해졌고, 분야의 권위자인 제인 브라더톤 워커(Jane Brotherton Walker) 박사, 해리 후그스트라알(Harry Hoogstraal) 박사와 같은 동료 학자와 공동으로 연구했다.
그녀는 공식적으로 1967년에 은퇴했지만, 귀와 눈이 멀어 완전히 일을 그만 둘 수밖에 없었던 1983년까지 온더스테푸어트에서 명예 교수로 계속해서 일을 했다.
테일러 박사는 야생생물 보호위원회(Council of the Wild Life Protection)와 남아프리카 공화국 보호협회(Conservation Society of South Africa)에서 30년 동안 업무를 수행했으며, 두 단체에서 발간하는 잡지인 『아프리카 야생생물』(African Wild Life)의 편집위원장을 맡았다. 또한 그녀는 프리토리아의 오스틴 로버츠 버드 보호구역(Austin Roberts Bird Sanctuary)의 설립자이기도 하다. 그녀는 생의 마지막 3년을 남아공의 스틸 베이(Stilbaai)에서 보냈고, 그곳에서 1986년 5월 2일에 사망했다.

## 수상
테일러 박사는 1960년에 남아공생물학회의 캡틴 스콧 메달(Captain Scott Medal)을, 1975년에 남아공기생충학회에서 엘스던 듀 메달(Elsdon Dew Medal)을 수상하였다.
진드기 남아공 국가 수집물(South Africa National Tick Collection)이 배치된 게르트루드 테일러 진드기 박물관(The Gertrud Theiler Tick Museum)은 2005년 8월 23일에 온더스테푸어트 수의학 연구소에서 개관했다. 박물관의 명칭은 테일러 박사가 수집에 헌신한 오랜 세월을 기리는 뜻에서 그녀의 이름을 따라 지어진 것이다.
물렁진드기과(argasid tick)에 속하는 아르가스 테일레라이(Argas theilerae) (Hoogstraal and Kaiser, 1970)와 “테일러의 아프리카흰등독수리 물렁진드기과”(Theiler's African white-backed vulture argasid), 그리고 참진드기(ixodid tick) 리피케팔루스 게르트루다이(Rhipicephalus gertrudae) (Feldman-Muhsam, 1960)는 진드기 연구에 많은 기여를 한 테일러 박사를 기리기 위해 이름 지어졌다.

## 개인적인 삶
테일러는 온더스테푸어트 수의학 연구소의 설립자이자 초대 책임자였던 아놀드 테일러 성 미카엘·성 조지 상급 훈작사(KCMG) 경과 그의 아내 엠마 소피 예게(Emma Sophie Jegge)의 막내딸이었다.
그녀는 1971년에 아버지의 전기를 저술했다. 또한 황열병 백신을 개발한 공로로 1951년에 노벨생리의학상을 수상했던 바이러스학자 막스 테일러(Max Theiler)의 누나이기도 하다.